# Apsilochorema sutshanum
Apsilochorema sutshanum là một loài Trichoptera trong họ Hydrobiosidae. Chúng phân bố ở miền Cổ bắc.